# Polypodiodes bourretii
Polypodiodes bourretii är en stensöteväxtart som först beskrevs av Carl Frederik Albert Christensen och Tard., och fick sitt nu gällande namn av W. M. Chu apud P. S. Wang. Polypodiodes bourretii ingår i släktet Polypodiodes och familjen Polypodiaceae. Inga underarter finns listade.